# Ragni Hestad
Ragni Aud Hestad (* 5. September 1968 in Bergen) ist eine ehemalige norwegische Beachvolleyballspielerin.

## Karriere
Hestad erreichte 1995 mit Merita Berntsen das Finale der Europameisterschaft in Saint-Quay-Portrieux, das die Deutschen Beate Paetow und Cordula Borger gewannen. Im folgenden Jahr erreichten Berntsen/Hestad einige Top-Ten-Platzierungen in der Weltserie. Beim Olympiaturnier in Atlanta unterlagen sie den US-Amerikanerinnen Fontana/Hanley und schieden schließlich in der Verlierer-Runde gegen Beate Bühler und Danja Müsch aus.